# Cristian-Daniel Ivănuță
Cristian-Daniel Ivănuță (n. 3 septembrie 1969, Sirețel, Iași, Republica Socialistă România) este un deputat român, ales în 2020 din partea AUR. 